# Sperma
Sperma (altgriechisch σπέρμα spérma, deutsch ‚Abkömmling, Abstammung, Geschlecht, Stamm, Nachkomme(nschaft), Sohn, Spross, Grundstoff, Keim, Saat, Saatgut, Same, Samen‘) oder Samenflüssigkeit ist die Flüssigkeit, in welcher die männlichen Keimzellen enthalten sind, die die Eizellen von weiblichen Lebewesen derselben Art befruchten können. Das Sperma von Menschen und Säugetieren besteht großenteils aus der in der Bläschendrüse und anderen akzessorischen Geschlechtsdrüsen gebildeten Sekretflüssigkeit. Darin sind die in den Hoden gebildeten Spermien enthalten, die durch die Samenleiter in die Prostata gelangt sind. Es enthält auch Epithelzellen der Hodenkanälchen. Die Trägerflüssigkeit wird als Seminalplasma oder Samenplasma bezeichnet.
Sperma wird beim männlichen Orgasmus etwa ab Mitte der Pubertät, nachdem die Hoden mit der Spermienproduktion begonnen haben (Spermarche), durch den Penis ausgestoßen (Ejakularche). Beim Vaginalverkehr kann es durch den Kontakt von Sperma mit einer Eizelle zur Befruchtung kommen.
Bei vielen Würmern, Gliederfüßern, Weichtieren und auch noch bei einigen Amphibien (Molchen) dienen Spermatophoren (Samenpakete) anstelle des flüssigen Spermas zur Spermienübertragung, viele wasserlebende Tiere geben die Spermien direkt ins Wasser ab.
Die medizinische Untersuchung des Spermas wird Spermiogramm genannt.

## Geschichtliches
In Hypothesen der Antike und des Mittelalters existierten entsprechende Bezeichnungen im Sinne einer Zweisamentheorie – als (geschlechtsbestimmender) Zeugungsbeitrag weiblicher Tiere und Menschen. Seit der Erforschung der Geschlechtschromosomen ist jedoch bekannt, dass beim Menschen die weiblichen Eizellen ein X-Chromosom, aber die männlichen Gameten, die Spermien, entweder ein Y-Chromosom oder ein X-Chromosom enthalten können. Deshalb ist für das Geschlecht des Kindes entscheidend, ob die Eizelle von einem Spermium mit einem Y-Chromosom oder von einem Spermium mit einem X-Chromosom befruchtet wird, die sich in fast gleicher Menge im Sperma befinden.

## Eigenschaften

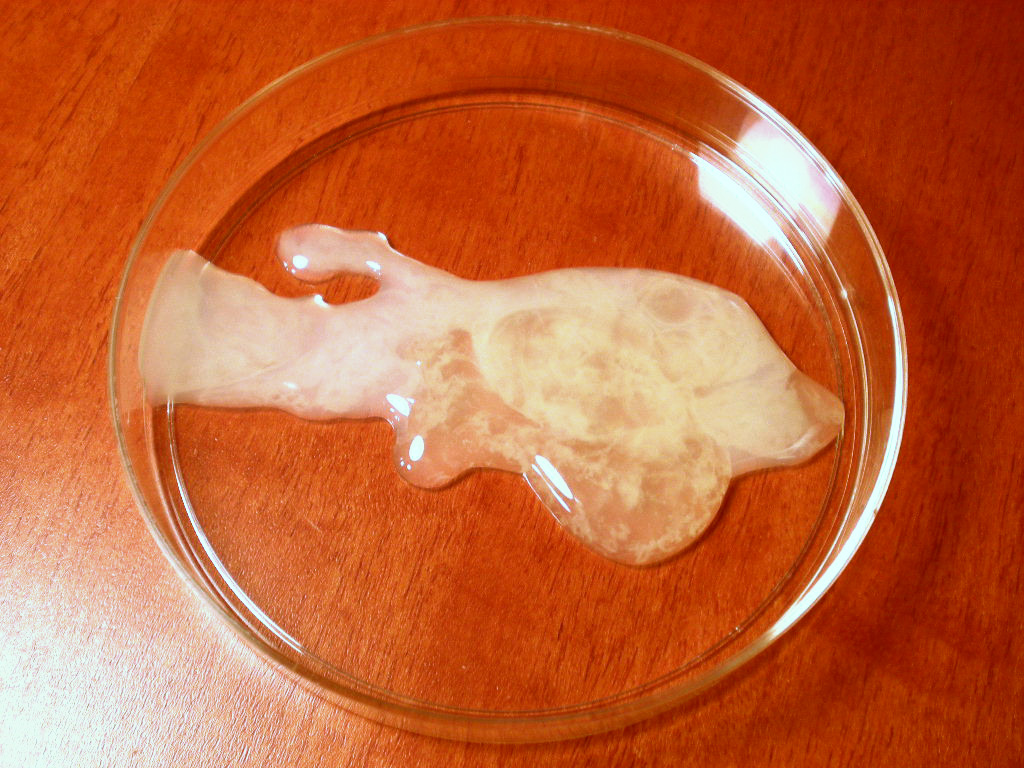
Menschliches Sperma in einer Petrischale

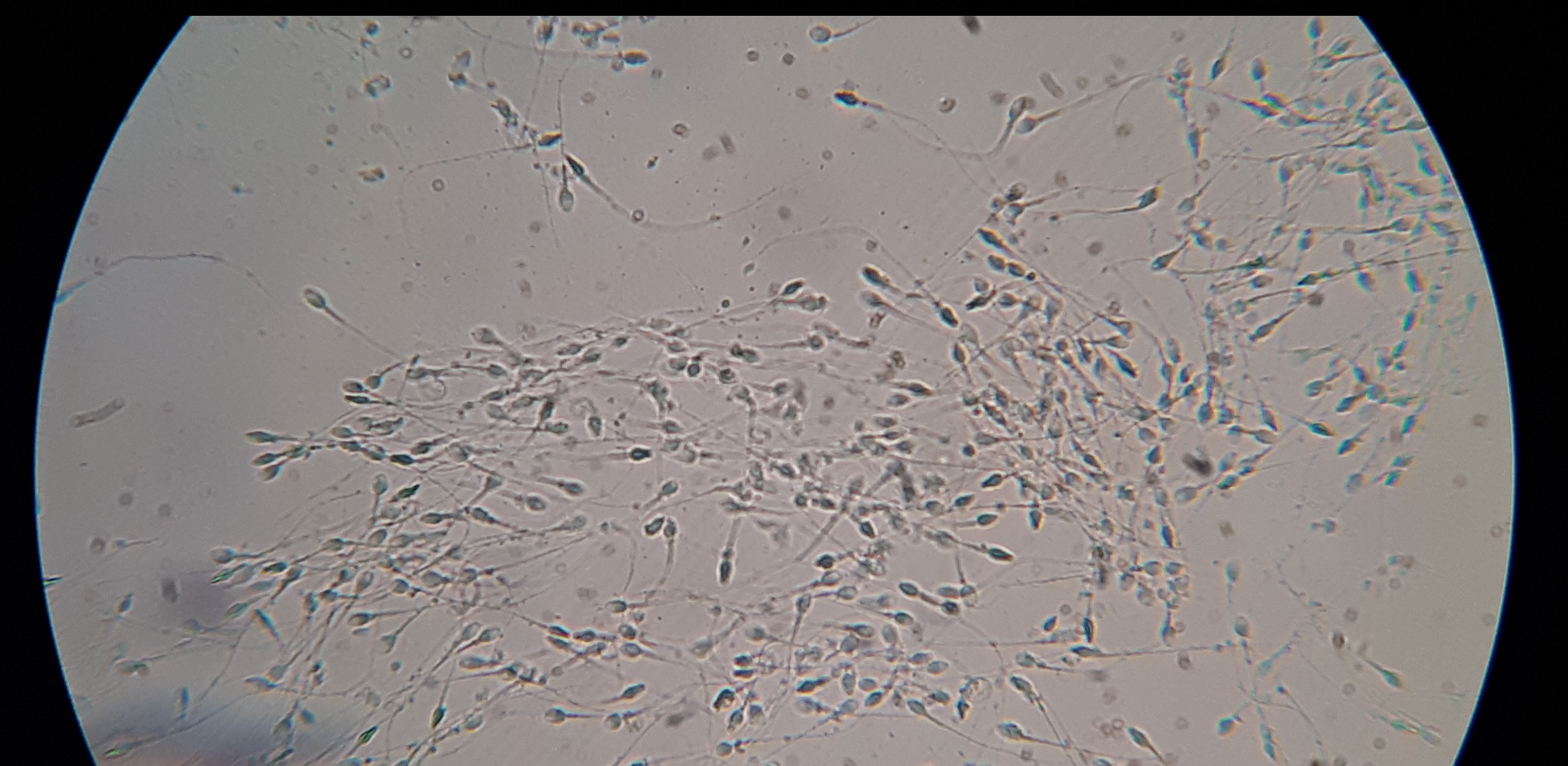
Sperma 24 Stunden nach der Freisetzung unter dem Lichtmikroskop bei 500-facher Vergrößerung, Breite des Sichtfeldes 0,3 mm.

Das frische Ejakulat eines körperlich gesunden, geschlechtsreifen Mannes ist milchig-trüb, leicht glänzend und mit glasigen klebrigen Fäden durchsetzt. Es ist mit einem pH-Wert zwischen 7 und 7,8 schwach basisch, was die Spermatozoen vor dem sauren Vaginamilieu schützt. Gelegentlich, beispielsweise nach längerer Enthaltsamkeit, befinden sich gelbe Pigmente, sogenannte Flavine in der Spermaflüssigkeit, wodurch sie leicht gelblich wirken kann.
Das sich im Ejakulat befindende Spermin gibt dem menschlichen Sperma in der Regel einen charakteristischen Geruch und Geschmack, etwa den von weißem Moschus oder Kastanienblüten, welcher jedoch durch bestimmte aromareiche Nahrungsmittel oder Getränke mehr oder minder deutlich verändert werden kann. So eignen sich etwa die Gewürze Zimt, Kardamom und Pfefferminze, bei Obst vor allem Ananas. Bezeichnungen wie Siebtrunk oder weißes Männergold beziehen sich auf die positiv wahrgenommene Veränderung des Geschmacks. Andere Geschmacksnoten verursachen Knoblauch und Zwiebeln, Brokkoli und Spargel.
Unter Ultraviolettstrahlung (Wood-Lampe) leuchtet – insbesondere bei gleichzeitigem Einsatz von Luminol – Sperma bläulich. Ein Waschen befreit mit Sperma „kontaminierte“ Gewebe nicht von der fluoreszierenden Eigenschaft, was für die Rechtsmedizin von Bedeutung ist. Allerdings hat diese Nachweismethode auf Grund von einigen signifikanten Beschränkungen und Mängeln nur eine eingeschränkte Zuverlässigkeit.
Spermien in flüssigem Samenplasma können außerhalb des Körpers bis zu zwölf Stunden überleben; wenn Sperma jedoch auf ein Handtuch, Zellstoff oder ähnliches gelangt und dort an der Luft trocknet, haben sie nur eine Überlebenszeitspanne von wenigen Minuten. Innerhalb des weiblichen Genitaltrakts, in Vagina, Gebärmutter und Eileitern, können Spermien je nach aktueller Zyklusphase der Frau bis zu fünf Tage lang überleben. In dieser Zeit sind sie auch zur Befruchtung fähig. Es gibt Hinweise darauf, dass Bestandteile der Samenflüssigkeit in der Gebärmutter die Produktion von Zytokinen anregen. Diese begünstigen die Einnistung des Embryos in die Gebärmutterschleimhaut.

## Zusammensetzung und Produktion
| Herkunft des Spermas | Herkunft des Spermas |
| Drüse                | Anteil am Ejakulat   |
| -------------------- | -------------------- |
| Hoden und Nebenhoden | 5 %                  |
| Samenbläschen        | 65–75 %              |
| Prostata             | 10–30 %              |
| Cowpersche Drüsen    | 2–5 %                |

Sperma besteht aus zellulären Bestandteilen, den reifen Spermien (oder Spermatozoen, auch Samenfäden genannt) und dem Sekret der akzessorischen Geschlechtsdrüsen, dem Samenplasma (oder Seminalplasma).
Im Schnitt beträgt das Volumen eines menschlichen Samenergusses 2 bis 6 ml, wobei 1 ml durchschnittlich 20 bis 150 Millionen Spermien enthält (vgl. beim Hengst 200–300 Mio.). Das sind 0,5 % des gesamten Ejakulats – der Rest ist Samenflüssigkeit. Bei rund jedem sechsten untersuchten Schweizer Mann zwischen 18 und 22 Jahren sind pro Milliliter Ejakulat weniger als 15 Millionen Spermien enthalten. Die Spermienqualität in den Industriestaaten geht weltweit seit Jahren zurück.
Neben den Spermien enthält Sperma eine kleine Zahl Leukozyten (vor allem neutrophile Granulozyten, Makrophagen und Lymphozyten). Diese Blutzellen dienen der Immunabwehr in den Geweben der Spermien- wie auch der Samenplasmaproduktion und gelangen so in das Sperma. Da diese Zellen in histologischen Untersuchungen auffallen, werden diese Zellen auch „round cells“ (englisch) genannt. Ein erhöhter Anteil von Leukozyten, sogenannte Leukozytospermie, weist auf Entzündungen hin bzw. ist assoziiert mit geringerer Spermienkonzentration. Der Anteil an Makrophagen beeinflusst die Spermaqualität.
Die Samenflüssigkeit ist zudem meist leicht salz- und proteinhaltig (durch die Spermien) und enthält Dopamin, Noradrenalin, Tyrosin, die Bindungshormone Oxytocin und Vasopressin sowie verschiedene Östrogene, Pheromone (Geruchsstoffe), β-Endorphin und als Hauptbestandteil Wasser.

### Spermien
Die Spermien entwickeln sich in den Hoden während der Spermatogenese. Dabei teilt sich eine Spermatogonie mitotisch in zwei Spermatozyten I. Ordnung. Diese teilt sich nun in der Ersten Reifeteilung (Meiose) in zwei Spermatozyten II. Ordnung. Diese haben im Gegensatz zum Spermatozyt I. Ordnung, der noch 46 Chromosomen enthält, nur noch 23 Chromosomen. In der zweiten Reifeteilung teilen sich die Spermatozyten II. Ordnung in Spermatiden, die dann zu Spermien reifen.

### Seminalplasma
Das Seminalplasma wird aus Sekreten der sogenannten akzessorischen Geschlechtsdrüsen, also der Samenleiterampulle (Ampulla ductus deferentis), Bläschendrüse (Glandula vesicularis), Vorsteherdrüse (Prostata), der Bulbourethraldrüse (Glandula bulbourethralis) und zu geringen Teilen aus Sekreten von Hoden und Nebenhoden gebildet.
In den Hoden und Nebenhoden, die nur 3–5 % des gesamten Volumens eines Ergusses beisteuern, wird neben den Spermien unter anderem auch Testosteron produziert, das regulierend auf die Produktion der Spermienzellen wirkt, sowie eine Flüssigkeit, die zum Reifen und Ruhigstellen der Spermienzellen beiträgt.
Die Bläschendrüsen sind paarig angelegte Drüsen, die aus einer verschlungenen Röhre bestehen. Die Innenwand dieser Röhre besteht aus sekretorischem Epithel. Das Sekret der Bläschendrüsen steuert das meiste Volumen, ca. 50–70 %, des Ejakulats bei. Es dient der Verflüssigung des Ejakulats und enthält Fruktose (Fruchtzucker) und andere Stoffe, die der Ernährung der Spermien dienen, außerdem große Mengen an Prostaglandinen und Fibrinogen. Semenogelin verleiht dem frischen Ejakulat eine gelartige Konsistenz, die Prostaglandine tragen zur Befruchtung bei, indem sie die Gebärmutterschleimhaut empfänglicher für die befruchtete Eizelle machen, und möglicherweise indem sie die glatte Muskulatur in der Gebärmutterwand zu peristaltischen Bewegungen anregen, die die Spermien in Richtung Eierstöcke bringen. Außerdem verringern sie die Anfälligkeit für Infektionen im männlichen Geschlechtstrakt.
Beim Erguss steuert die Prostata (Vorsteherdrüse) noch 10–33 % in Form einer dünnflüssigen, milchigen Flüssigkeit bei. Die Kapsel der Prostata zieht sich ebenso wie die Bläschendrüsen während der Ejakulation zusammen, so dass die Flüssigkeit der beiden Organe vermischt und ausgestoßen wird. Das Sekret der Prostata enthält Ionen (Natrium, Kalium, Zink und Magnesium, Calcium, Citrationen, Phosphationen), ein Gerinnungsenzym und Profibrinolysin. Der pH-Wert ist leicht sauer (pH 6,4). Dies ist besonders bedeutsam, da Spermien erst bei einem pH-Wert von 6,0 bis 6,5 optimal beweglich werden. Weiterhin ist PSA (prostataspezifisches Antigen) enthalten, um die Spermien beweglich zu machen. Die Prostata entlässt außerdem weiße Blutkörperchen, verschiedene Granulozyten ins Samenplasma, normalerweise 1 (max. 2) Millionen pro 1 ml. Daher auch die Infektiosität des Spermas (zum Beispiel HIV). Der charakteristische Geruch des Spermas wird durch das gleichfalls von der Prostata bereitgestellte Spermin verursacht.
Vorab, ausgelöst durch die Erregung, innerviert der Parasympathikus die Cowperschen Drüsen und regt sie zur Sekretion eines verhältnismäßig kleinen Anteils von 2–5 % klaren Schleims (Präejakulat) an. Das schleimige Sekret dient, neben dem Gleitmitteleffekt, vermutlich vor allem der Neutralisierung von Harnresten, eventuell auch des sauren Scheidenmilieus.

## Menschliches Sperma

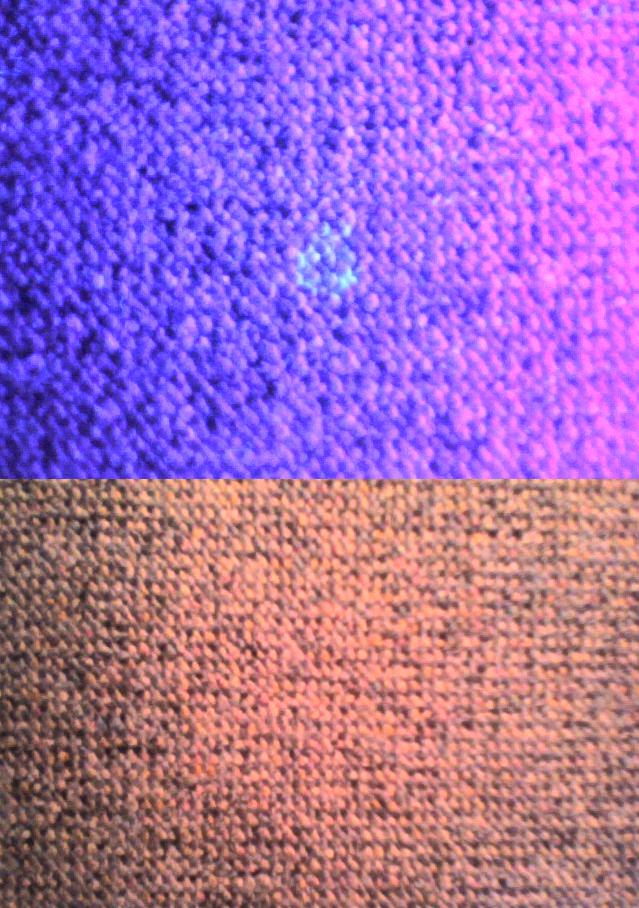
Sperma unter Ultraviolett-Bestrahlung (oben) und normaler Beleuchtung (unten)

Während Erektionen des Penis bereits beim Säugling auftreten, beginnt die Produktion von Sperma in der Regel erst während der Pubertät. Sperma wird auch ohne (manuelle) Stimulation, z. B. während Pollutionen im Schlaf ausgestoßen; dabei entledigt sich der Körper der Spermien, die länger als zehn Tage reif sind und von den körpereigenen Abbaumechanismen nicht beseitigt wurden.

### Analytik
Zur Bestimmung der lipophilen Inhaltsstoffe des Spermas eignet sich nach angemessener Probenvorbereitung die Kopplung der HPLC mit der Massenspektrometrie.

### Antidepressive Wirkung
In einem Artikel des New Scientist vom 26. Juni 2002 mit dem Titel Semen acts as an anti-depressant wird über eine Studie von Gordon Gallup im Rahmen einer Dissertation von Rebecca Burch an der State University of New York berichtet, in der festgestellt wurde, dass verschiedene Bestandteile des Spermas – unter anderem Hormone wie Testosteron, Östrogen und das follikelstimulierende Hormon Prolactin sowie verschiedene andere Prostaglandine (Sekrete der Prostata-Drüse) – eine anti-depressive, also stimmungsaufhellende Wirkung haben könnten. Bisher wurde lediglich die Aufnahme dieser Stoffe mittels vaginaler Absorption untersucht, orale und anale Absorption wurden in der Studie nicht berücksichtigt.

### Forensische Bedeutung
In der Rechtsmedizin spielt der Nachweis von Sperma eine Rolle bei der Aufklärung von Sexualverbrechen. Mit dem Hy liter kann selbst ein einzelnes Spermium identifiziert werden. Mit molekularbiologischen Methoden ist die Erstellung eines genetischen Fingerabdrucks möglich, der – außer bei eineiigen Zwillingen – eine zweifelsfreie Identifizierung einer Person ermöglicht.
Sperma (auch eingetrocknetes) fluoresziert bei Ultraviolett-Bestrahlung (siehe Bild), was zu kriminalistischen Untersuchungen genutzt werden kann.

### Klinische Bedeutung
Sperma kann auch Krankheitserreger wie das HI- oder das Hepatitis-B-Virus enthalten; die betreffenden Krankheiten sind also sexuell übertragbar.

#### Allergien
In der Samenflüssigkeit enthaltene Proteine können allergische Reaktionen auslösen, Spermaallergien sind jedoch sehr selten. Die Symptome gleichen denen einer Pollenallergie (Heuschnupfen). Auch eine Eigenallergie (Autoimmun-Reaktion) ist möglich – Männer reagieren vereinzelt allergisch auf ihr eigenes Sperma, was 2002 erstmals als Post Orgasmic Illness Syndrom (POIS) beschrieben wurde.

#### Häm(at)ospermie
Häm(at)ospermie bezeichnet das Auftreten von Blut im Sperma. Dies kommt bei akuter oder chronischer Samenblasenentzündung, bei Tuberkulose, Verstopfung, Entzündungen oder Verletzungen vor.